# Gerbécourt
Gerbécourt è un comune francese di 114 abitanti situato nel dipartimento della Mosella nella regione del Grand Est.

## Società

### Evoluzione demografica
Abitanti censiti